# Dedza (dystrykt)
Dedza – dystrykt w Malawi, położony w Regionie Centralnym. Stolicą jest miasto Dedza. Zajmuje on powierzchnię 3 624 km², którą zamieszkuje 623 789 osoby. Średnia gęstość zaludnienia wynosi natomiast 172,1 osoby na km². 
Dystrykt Dedza graniczy od południa z Mozambikiem. Podstawą gospodarki jest rolnictwo, które rozwinęło się na tutejszych żyznych glebach. Uprawia się głównie ryż i ziemniaki. W tutejszych górach znajdują się rozległe obszary lasów, które są wycinane.